# Ozodicera (Dihexaclonus) macracantha
Ozodicera (Dihexaclonus) macracantha is een tweevleugelige uit de familie langpootmuggen (Tipulidae). De soort komt voor in het Neotropisch gebied.